# 高州路
高州路，元朝时设置的路。
至元十七年（1280年）改高州置，治所在电白县（今广东省高州市东北）。大德八年（1304年）移治茂名县（今高州市）。辖境约当今广东省高州、茂名、信宜三市和电白区地。属湖广行省。明朝洪武元年（1368年）改为高州府。